# William Stanley (9e comte de Derby)
Pour les articles homonymes, voir William Stanley.
William II Stanley (né le 18 mars 1656 et mort le 5 novembre 1702) est un noble anglais qui fut 9e comte de Derby et seigneur de Man de 1672 à 1702.

## Biographie
William II Stanley est le fils de Charles Stanley. Il succède à son père le 21 décembre 1672 comme 9e comte de Derby et seigneur de Man. Il sert comme Lord Lieutenant du 
Cheshire de 1676 à 1687 puis de 1688 à 1701.
Son règne est marqué par l'introduction en 1679 d'émission monétaire local à Man et par sa tentative vaine de régler de le problème lié à la tenure des terres qui ne sera finalement résolu par que les innovations mises en œuvre une quinzaine d'années plus tard par son frère et successeur James II Stanley.
William II Stanley épouse en 1673 Elizabeth Butler († 1717), fille de Thomas Butler, 6e comte d'Ossory. Leur fils unique James Stanley titré Lord Strange, étant prédécédé. À sa mort en novembre 1702 son titre de baron Strange demeure en  « dormant » entre ses deux filles avant d'être repris par l'ainée Henriette Stanley (4e baronne Strange) (en).